# Iossif Tschuhaschwili
Iossif Tschuhaschwili (belarussisch Іосіф чугашвілі, georgisch იოსებ ივანეს ჩუგოშვილი/Iosseb Tschugoschwili; * 27. Juni 1986 in Telawi, Georgische SSR, Sowjetunion) ist ein belarussischer Ringer. Er gewann bei der Europameisterschaft 2008 eine Bronzemedaille im Schwergewicht im griechisch-römischen Stil.

## Werdegang
Iossif Tschuhaschwili ist georgischer Abstammung, startet aber schon seit Beginn seiner Karriere für Belarus. Er ringt seit 1999 und konzentriert sich dabei auf den griechisch-römischen Stil. Er ist Angehöriger der Armee und startet für den Armee-Sportklub Minsk. Seine bekanntesten Trainer waren bzw. sind Alexander Scheleg und Komandar Madschidow. Bei einer Größe von 1,88 Metern steht er voll im Schwergewicht, der Gewichtsklasse bis 120 kg Körpergewicht.
In den ersten Jahren erzielte er herausragende Ergebnisse bei den Militär-Weltmeisterschaften 2006 in Baku, 2007 in Hyderabad und 1008 in Split, die durchwegs mit starken Ringern besetzt waren. 2006 belegte er den 3., 2007 den 2. und 2008 wieder den 3. Platz, gewann also drei Medaillen. Bei der Weltmeisterschaft 2007 in Baku kam er zu seinem ersten Einsatz bei einer regulären Weltmeisterschaft. Er gewann dort zwei Kämpfe, unterlag aber dann gegen Mijaín López aus Kuba und Juri Patrikejew aus Armenien und belegte den 7. Platz.
Bei der Europameisterschaft 2008 in Tampere gelang ihm dann der Gewinn einer Bronzemedaille. Er verlor dort zwar in seinen ersten Kampf wieder gegen Juri Patrikejew, sicherte sich diese Bronzemedaille aber dann in der Trostrunde mit Siegen über Rocco Daniele Ficara aus Italien und Yannick Szczepaniak aus Frankreich. 2008 war er auch beim Großen Preis von Deutschland in Dortmund am Start und erreichte dort hinter Mijaín López, aber noch vor Alexander Anutschin aus Russland den 2. Platz.
Ein hervorragendes Ergebnis erzielte Iossif Tschuhaschwili dann bei der Weltmeisterschaft 2009 in Herning/Dänemark. Er kam dort zu Siegen über Masoud Hashemzadeh aus dem Iran und Nurbek Ibragimow aus Kirgisistan, unterlag dann gegen Mijaín López, gewann über Rafael Barreno Martinez aus Venezuela und unterlag im Kampf um eine Bronzemedaille knapp gegen den Türken Rıza Kayaalp.
In den folgenden Jahren wurde er immer wieder bei Welt- und Europameisterschaften eingesetzt, konnte sich aber nie mehr ganz im Vorderfeld platzieren. 2012 gelang ihm aber wieder ein großer Erfolg, denn er konnte sich beim Turnier in Taiyuan/China mit einem 2. Platz hinter Heiki Nabi aus Estland für die Olympischen Spiele in London qualifizieren. In London verlor er seinen ersten Kampf gegen Heiki Nabi aus Estland. Da dieser das Finale erreicht, konnte er in der Trostrunde weiterringen, in der er zunächst Lukasz Banak aus Polen besiegte, aber dann im Kampf um eine olympische Bronzemedaille gegen Johan Eurén aus Schweden verlor. Ihm blieb deshalb der 5. Platz.
Bei der Europameisterschaft 2013 in Tiflis kam er mit einem 5. Platz einer Medaille wieder sehr nahe. Er besiegte dort Mindaugs Mizgaitis, Litauen, verlor gegen den Weltmeister Rıza Kayaalp, Türkei, siegte über Radomir Petkovic, einen für Aserbaidschan startenden Serben und verlor den Kampf um die Bronzemedaille gegen Guram Pherselidse aus Georgien. Bei der Weltmeisterschaft im September 2013 in Budapest siegte er zunächst über Hwang Jong-won, Südkorea, verlor aber dann etwas überraschend gegen Robert Smith aus den Vereinigten Staaten und kam deshalb nur auf den 12. Platz.
Iossif Tschuhaschwili ist auch mehrfacher belarussischer Meister.

## Internationale Erfolge
| Jahr | Platz | Wettbewerb                                   | Gewichtsklasse | Ergebnisse |
| 2006 | 3.    | Militär-WM in Baku                           | Schwer         | hinter Yekta Yilmaz Gül, Türkei und Lukasz Banak, Polen |
| 2007 | 7.    | WM in Baku                                   | Schwer         | nach Siegen über Jasmin Breesam Mohammed, Irak und Liu Deli, China und Niederlagen gegen Mijaín López, Kuba und Juri Patrikejew, Armenien                                                                            |
| 2007 | 2.    | Militär-WM in Hyderabad                      | Schwer         | hinter Alexander Anutschin, Russland, vor Lukasz Banak und Xenofon Koutsioubas, Griechenland |
| 2008 | 3.    | EM in Tampere                                | Schwer         | nach einer Niederlage gegen Juri Patrikejew und Siegen über Rocco Daniele Ficara, Italien und Yannick Szczepaniak, Frankreich                                                                                        |
| 2008 | 2.    | Großer Preis von Deutschland in Dortmund     | Schwer         | hinter Mijaín López, vor Alexander Anutschin und Ricardo Melz, Deutschland |
| 2008 | 3.    | Militär-WM in Split                          | Schwer         | hinter Oleksandr Tschernezkyj, Ukraine und Bashir Asgari Babajanzadeh, Iran |
| 2009 | 2.    | "Iwan-Poddubny"-Memorial in Rjasan           | Schwer         | hinter Alexander Anutschin, vor Artem Doronin, Russland und Xiao Geming, China |
| 2009 | 15.   | EM in Vilnius                                | Schwer         | nach einer Niederlage gegen Alexander Anutschin |
| 2009 | 5.    | WM in Herning/Dänemark                       | Schwer         | nach Siegen über Masoud Hashemzadeh, Iran und Nurbek Ibragimow, Kirgisistan, einer Niederlage gegen Mijaín López, einem Sieg über Rafael Barreno Martinez, Venezuela und einer Niederlage gegen Rıza Kayaalp, Türkei |
| 2010 | 7.    | EM in Baku                                   | Schwer         | Sieger: Rıza Kayaalp vor Radomir Petkovic, Serbien |
| 2010 | 7.    | Golden-Grand-Prix in Baku                    | Schwer         | Sieger: Rıza Kayaalp vor Babak Hossein Ghorbani Goldasteh, Iran |
| 2010 | 13.   | WM in Moskau                                 | Schwer         | nach einem Sieg über Mohammad Ghorbani Goldasteh, Iran und einer Niederlage gegen Dremiel Byers, USA |
| 2011 | 3.    | Welt-Cup in Minsk                            | Schwer         | hinter Rıza Kayaalp und Nurmachan Tinalijew, Kasachstan |
| 2011 | 8.    | EM in Dortmund                               | Schwer         | nach einem Sieg über Yannick Szczepaniak, einer Niederlage gegen Chassan Barojew, Russland, einem Sieg über Constantin Ionut Scutariu, Rumänien und einer Niederlage gegen Mihály Deák Bárdos, Ungarn                |
| 2011 | 2.    | Präsidenten-Cup von Kasachstan in Astana     | Schwer         | hinter Nurmachan Tinalijew, vor Mihaly Deak Bardos und Dawid Saldadse, Usbekistan |
| 2011 | 3.    | "Wladyslaw-Pytlasinksi"-Cup in Radom         | Schwer         | hinter Ismail Güzel, Türkei und Bashir Asgari Babajanzadeh |
| 2011 | 17.   | WM in Istanbul                               | Schwer         | nach einem Sieg über Rocco Daniele Ficara und einer Niederlage gegen Bashir Babajanzadeh |
| 2011 | 3.    | "Oleg-Karawajew"-Memorial in Minsk           | Schwer         | hinter Wassili Parschin und Alexander Anutschin, beide Russland |
| 2012 | 3.    | Golden-Grand-Prix in Istanbul                | Schwer         | hinter Nurmachan Tinalijew und Alexander Anutschin |
| 2012 | 7.    | EM in Belgrad                                | Schwer         | Sieger: Rıza Kayaalp von Chassan Barojew |
| 2012 | 3.    | Olympia-Qualif.-Turnier in Sofia             | Schwer         | hinter Juri Patrikejew und Ewgeni Orlow, Ukraine |
| 2012 | 2.    | Olympia-Qualif.-Turnier in Taiyuan/China     | Schwer         | hinter Heiki Nabi, Estland, vor Johan Eurén, Schweden |
| 2012 | 3.    | "Wladyslaw-Pytlasinksi"-Cup in Racibórz      | Schwer         | hinter Chassan Barojew und Wladimir Berdzik, Belarus |
| 2012 | 5.    | OS in London                                 | Schwer         | nach einer Niederlage gegen Heiki Nabi, Estland, einem Sieg über Lukasz Banak, Polen und einer Niederlage gegen Johan Eurén, Schweden                                                                                |
| 2012 | 2.    | Golden-Grand-Prix in Baku                    | Schwer         | hinter Yussup Nunajew, Ungarn, vor Igor Didik, Ukraine und Dániel Ligeti, Ungarn |
| 2012 | 4.    | "Oleg-Karawajew"-Memorial in Minsk           | Schwer         | hinter Kiril Grischenko, Belarus, Wassili Parschin, Russland und igor Didik |
| 2013 | 2.    | "Vehbi-Emre"-Memorial in Istanbul            | Schwer         | hinter Rıza Kayaalp und vor Mahdi Nouri, Iran und Emin Öztürk, Türkei |
| 2013 | 5.    | EM in Tiflis                                 | Schwer         | nach einem Sieg über Mindaugas Mizgaitis, Litauen, einer Niederlage gegen Rıza Kayaalp, einem Sieg über Radomir Petkovic, Aserbaidschan und einer Niederlage gegen Guram Pherselidse                                 |
| 2013 | 9.    | Großer Preis von Deutschland in Dortmund     | Schwer         | Sieger: Johan Eurén vor Eduard Popp, Deutschland |
| 2013 | 3.    | "Wladislaw-Pytlasinski"-Memorial in Warschau | Schwer         | hinter Johan Eurén und Miloslaw Metodiew, Bulgarien |
| 2013 | 12.   | WM in Budapest                               | Schwer         | nach einem Sieg über Hwang Jong-won, Südkorea und einer Niederlage gegen Robert Smith, USA |
| 2013 | 14.   | Golden-Grand-Prix in Baku                    | Schwer         | Sieger: Saba Shariati, Aserbaidschan vor Iakob Kadschaia, Georgien |

Erläuterungen
- alle Wettkämpfe im griechisch-römischen Stil
- OS = Olympische Spiele, WM = Weltmeisterschaft, EM = Europameisterschaft
- Schwergewicht, Gewichtsklasse bis 120 kg Körpergewicht (bis 31. Dezember 2013) seit 1. Januar 2014 gilt eine neue Gewichtsklasseneinteilung der FILA